# Prossedi
Prossedi là một đô thị tại tỉnh Latina trong vùng Lazio, có vị trí khoảng 80 km về phía đông nam của Roma và khoảng 30 km về phía đông của Latina.
Prossedi giáp các đô thị: Amaseno, Giuliano di Roma, Maenza, Priverno, Roccasecca dei Volsci, Villa Santo Stefano.